# Aridane Hornero Zapata
Aridane Hornero Zapata (Cartagena, 13 januari 1989), of kortweg Aridane, is een Spaanse voetballer.

## Carrière
Aridane genoot zijn jeugdopleiding bij de clubs FC Cartagena en Real Murcia. In 2008 trok hij naar FC Cartagena-La Unión, een dochterclub van FC Cartagena. In februari 2010 maakte hij zijn debuut in het eerste elftal van FC Cartagena in een wedstrijd tegen Rayo Vallecano. Momenteel kan hij rekenen op de interesse van enkele clubs, waaronder RSC Anderlecht dat hem in 2009 ontdekte tijdens een oefenstage in Spanje.